# Ussassai
Ussassai (en sardo: Ussàssa) es un municipio de Italia de 763 habitantes en la provincia d Ogliastra  , región de Cerdeña. Se trata del municipio con menor extensión de la región de Barbagia di Seùlo.
Se encuentra situado en la pendiente del complejo montañoso de Arcuerì, siendo su territorio bastante escarpado. Entre los productos típicos destaca una particular variedad de manzana, y entre los lugares de interés turístico la iglesia de San Salvatore, construida en el siglo XII.

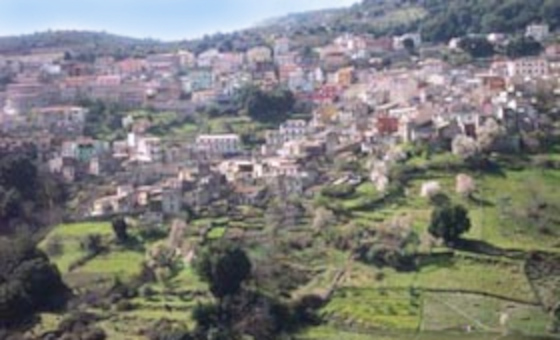
Vista del poblado

## Evolución demográfica
| Gráfica de evolución demográfica de Ussassai entre 1861 y 2001 |
|                                                                |
| Fuente ISTAT - Elaboración gráfica de Wikipedia                |